# Зашеек (Карелия)
Заше́ек — деревня в составе Кестеньгского сельского поселения Лоухского района Республики Карелия.

## Общие сведения
Расположена на северо-восточном берегу Кумского водохранилища.
В деревне сохраняется памятник истории — братская могила советских бойцов 72-го погранотряда (Н.Г. Иванов, В. В. Котылев, Г. С. Логинов, Н. И. Урусов, В. А. Ячменёв), погибших в бою 17—18 октября 1941 года в районе деревни.

## Население
| 2002 | 2009 | 2010 | 2013 |
| ---- | ---- | ---- | ---- |
| 49   | ↘30  | ↗36  | ↘34  |

## Улицы
- ул. Высотная
- ул. Зелёная
- ул. Лесная
- ул. Набережная
- ул. Новая
- ул. Олангская